# Anne Vavasour
Anne Vavasour, född 1560, död 1650, var en engelsk hovfunktionär. Hon var hovfröken till drottning Elisabet I av England 1580–1581.
Hon är känd för sitt förhållande med Edward de Vere, 17:e earl av Oxford, som väckte skandal. Deras hemliga förhållande upptäcktes när hon blev gravid, vilket ledde till att de båda förvisades från hovet och fängslades i Towern. Hon gifte sig senare med John Finch, lämnade honom och var sedan 1590–1608 mätress till Henry Lee of Ditchley, och fungerade som hans värdinna. Hon gifte sig sedan med John Richardson, men lagfördes 1618 för bigami. 
Hon utgjorde inspiration, huvudperson och var möjligen den verkliga författare till den kända dikten Anne Vavasour's Echo (1581) som vanligen tillskrivs hennes älskare Edward de Vere, 17:e earl av Oxford. 